# Hipercloremia
Hipercloremia é um distúrbio eletrolítico caracterizado por um nível de cloreto (Cl-) no sangue maior que 107mEq/L (miliequivalentes por litro) de sangue. O cloro é um eletrólito essencial para o equilíbrio ácido-base do organismo. O excesso de cloreto desregula os níveis de açúcar no sangue e o transporte de oxigênio. 

## Causas
Existem diversas possíveis causas além do excesso de consumo de sal (NaCl ou KCl), podendo ocorrer por fatores metabólicos, endócrinos, gastrointestinais, lesões e medicamentos.
Metabólicos e endócrinos 
- Consumo excessivo de sal;
- Diabetes insípido ou coma diabético
- Hiperparatireoidismo;
- Acidose Metabólica;
- Acidose Tubular Renal Tipo I ou Tipo II (Síndrome de Lightwood);
- Hipernatremia (excesso de sódio).

Gastrointestinal 
- Vômitos;
- Diarreia prolongada;
- Desidratação;
- Doença renal crônica;
- Doença pancreática grave;
- Anastomose ureteral colônica;
- Fístula no íleo;

Lesão 
- Lesão do tronco cerebral resultando em hiperventilação neurogênica.

Medicamentos 
- Andrógenos;
- Estrogênios;
- Corticosteroides;
- Diuréticos (inibidores da anidrase carbônica)

Os níveis podem tornar-se alta em pessoas que estão desidratados, por exemplo por vomito e diarreia prolongada, porque o corpo não está recebendo água suficiente para os rins equilibrem corretamente eletrólitos. Doença renal e paratireoide pode levar a quedas nos níveis de diversos eletrólitos. 
Pessoas com diabetes tem maior risco, pois o pâncreas é o principal responsável por regular a acidez do sangue.

## Sinais e sintomas
Geralmente não possui sintomas até que os níveis subam muito acima do normal. Os sintomas podem incluir:
- Hipertensão arterial;
- Desidratação por diarreia e vômitos;
- Açúcar elevado no sangue (hiperglicemia);
- Respiração de Kussmaul (profunda e rápida);
- Dispneia (dificuldade para respirar);
- Polidipsia (Sede intensa);
- Astenia (Fraqueza);
- Edema de Pitting (inflamação);
- Capacidade cognitiva diminuída;
- Coma.

## Diagnóstico
Dentre os exames úteis para esse diagnóstico:
- Níveis de cloreto no sangue maiores que 106 mEq/L;
- PH sanguíneo menor que 7.35 (acidose);
- CO2 sanguíneo maior que 22 mEq/L;
- Exames de urina durante 24h para examinar como está a excreção de cloreto.

## Prevalência
É comum em pacientes diabéticos, com doenças renais, no pós-operatório e entre internados. Em um estudo com 488 pacientes críticos internados, 16,6% tinham hipercloremia e 8,8% tinham hipocloremia e a hipercloremia estava associada a pior prognóstico. 

## Tratamento
Caso a causa seja desidratação é importante reidratar oral ou intravenosamente. Caso o problema seja doença endócrina, renal ou metabólica, além de reidratar e tratamento com alcalinos (por via oral ou intravenosa) para rebalance eletrolítico, deve ser feito o tratamento adequado. Medicamentos devem ser alterados para minimizar os piores efeitos colaterais.